# Zamarada varii
Zamarada varii är en fjärilsart som beskrevs av Fletcher 1974. Zamarada varii ingår i släktet Zamarada och familjen mätare. Inga underarter finns listade i Catalogue of Life.